# باشگاه فوتبال رئال بتیس بی
باشگاه فوتبال رئال بتیس بی یا بتیس دپورتیوو بالومپیه (انگلیسی: Betis Deportivo Balompié) یک باشگاه فوتبال مستقر در سویل، اندلس، اسپانیا است که در حال حاضر در پریمرا فدراسیون، سومین سطح لیگ فوتبال در این کشور به فعالیت می‌پردازد.
آن‌ها بازی‌های خانگی خود را در ورزشگاه سیوداد دپورتیوا لوئیس دل سول برگزار می‌کنند که ۳۰۰۰ صندلی، گنجایش پذیرش تماشاگر دارد.
این باشگاه به عنوان تیم دوم، تحت نظر باشگاه فوتبال رئال سوسیداد فعالیت دارد.

## تاریخچه
این تیم در سال ۱۹۴۲ با نام تریانا بالومپیه تأسیس شد و به نام یک منطقه طبقه کارگر در سویل نامگذاری شد. گفته می‌شود که بتیس، که بعداً به باشگاه فوتبال رئال بتیس تبدیل شد، در سال ۱۹۱۳ توسط گروهی از مدیران سابق باشگاه فوتبال سویا پس از اینکه باشگاه از جذب بازیکنی که اصالتاً از تریانا آمده بود خودداری کرد، تشکیل شد.
در سال ۱۹۷۶، این تیم به بتیس دپورتیوو تغییر نام داد و شروع به ثبت رکورد قابل توجهی در جام‌ها و رقابت‌های مختلف رده سنی زیر ۱۹ سال اسپانیا کرد و در سال‌های ۱۹۸۳، ۱۹۹۰، ۱۹۹۸ و ۱۹۹۹ قهرمان این رقابت‌ها شد و در سال‌های ۱۹۶۹ و ۱۹۹۲ به عنوان نایب قهرمانی دست یافت. تنها تیم‌های بارسلونا، رئال مادرید و اتلتیک بیلبائو عملکرد بهتری از آن‌ها داشتند و بتیس نیز در سال ۱۹۹۰ در لیگ زیر ۱۹ سال نایب قهرمان شد.
بتیس دپورتیوو اکثریت قریب به اتفاق دوران خود را در سگوندا دیویسیون بی و ترسرا دیویسیون گذرانده است.
پس از نامگذاری به عنوان رئال بتیس بی بین سال‌های ۱۹۹۱ تا ۲۰۱۷، این باشگاه نام بتیس دپورتیوو را نیز بازیابی و حفظ کرد.

### عملکرد کلی
باشگاه فوتبال بتیس دپورتیوو بالومپیه در تاریخ خود (از سال ۱۹۶۴ تاکنون) عملکرد زیر را ثبت کرده است:
- ۲ فصل را در پریمرا فدراسیون گذرانده است.
- ۲۵ فصل را در سگوندا دیویسیون بی گذرانده است.
- ۲ فصل را در سگوندا فدراسیون گذرانده است.
- ۲۸ فصل را در ترسرا دیویسیون گذرانده است.

## تیم ذخیره؛ تعریف و قوانین
تیم‌های ذخیره معمولاً از ترکیبی از بازیکنان جوان نوظهور و بازیکنان تیم اول تشکیل می‌شوند. این تیم‌ها از تیم جوانان یک باشگاه متمایز هستند که معمولاً از بازیکنان زیر سن خاصی تشکیل شده و در یک لیگ مخصوص سن بازی می‌کنند. در انگلستان، آرژانتین و ایالات متحده معمولاً از اصطلاح ذخیره برای توصیف این تیم‌ها استفاده می‌شود. در آلمان و اتریش اصطلاح آماتور یا ۲ استفاده می‌شود، در حالی که در سیستم لیگ فوتبال پرتغال، اسپانیا، جمهوری چک از اصطلاح بی استفاده می‌شود. در اسلواکی و نروژ، این تیم‌ها با ۲ متمایز می‌شوند. در هلند معمولاً از صفت یونگ (جوان) استفاده می‌شود.
مطابق با قانون، تیم‌های ذخیره با تیم اصلی یک باشگاه نمی‌توانند در یک رده فعالیت داشته باشند، مثلاً در اسپانیا، اگر تیم اصلی یک باشگاه در لا لیگا فعال باشد، تیم دو حتی اگر واجد شرایط صعود از لا لیگا ۲ به لا لیگا باشد، جواز صعود را دریافت نخواهد کرد و تیم بعدی شرایط صعود را کسب می‌نماید. همچنین تیم‌های دوم تمام باشگاه‌ها، اجازه شرکت در کوپا دل ری را نخواهند داشت.
علاوه بر این، فقط بازیکنان زیر ۲۳ سال یا بازیکنان زیر ۲۵ سال با قرارداد حرفه‌ای می‌توانند بین تیم‌های بزرگسال و ذخیره جابجا شوند.